# دلاور ایماق
دلاور ایماق (زادهٔ ۱۳۴۲ ولسوالی نهرین بغلان) سیاستمدار افغانستان و نمایندهٔ مردم بغلان در دورهٔ شانزدهم مجلس نمایندگان است. ایشان در مجلس شانزدهم نمایندگان افغانستان عضو کمیسیون امور داخلی می‌باشد.

## زندگی‌نامه
دلاور ایماق زادهٔ ۱۳۴۲ ه‍.خ از ولسوالی نهرین ولایت بغلان می‌باشد. ایشان تحصیلات مدرسه‌ای خود را در زادگاه خود خوانده و برای تحصیلات عالی وارد دانشکدهٔ حربی دانشگاه کابل شده و مدرک لیسانس نظامی را از این دانشگاه کسب کرده‌است. پس از آن بیشتر فعالیت نظامی داشته‌است.

## سوء قصد
دلاور ایماق هنگام دیدار با مردم یکی از قریه‌های ولسوالی نهرین ازیک سوء قصد جان به سلامت برد.

## دیگر فعالیت‌ها
دیگر فعالیت‌های ایشان:
- قوماندان کندک، قوماندان لوا، قوماندان فرقه و معاون قوماندان امنیهٔ ولایت بغلان.